# Santa Cruzde Bravo
Santa Cruzde Bravo là một đô thị thuộc bang Oaxaca, México. Năm 2005, dân số của đô thị này là 379 người.